# Monte Generoso
Monte Generoso és una muntanya de 1701 metres d'altura pertanyent als Prealps de Lugano de Suïssa i Itàlia. Està situat entre el Llac de Lugano i el Llac de Como, pertanyent una part del seu territori al Cantó del Tesino a Suïssa i l'altra part a la regió italiana de la Llombardia.
Per accedir al Monte Generoso es pot agafar un ferrocarril de cremallera de via estreta que neix a Capolago, Suïssa, i arriba el cim pel vessant oest. Des de l'estació superior del ferrocarril fins al pic hi ha un camí pavimentat. Des del cim es poden contemplar el Llac de Lugano, Llac de Como, Llac Delio i Llac Maggiore, així com la vall del Po i les ciutats de Lugano i Milà.